# 毒力
毒力（Virulence）又称致病力，是指病原体的致病性程度，即其感染机体后能引發病变的相對能力。於生態學的角度來看，毒力可以是寄主因寄生所引發的適應度下降。毒力可以近因（即病原體協助令寄主生病的跡象）及遠因（即令病原體帶有毒力的演化壓力）來理解。

## 致命細菌
細菌引發疾病的能力會從引發感染的細菌本身、進入身體的路徑、對寄主保護機能的影響及致病因子來描述。寄主媒介的發病也很重要，因為寄主可以對感染產生極大的反應，其保護機制可能會破壞自身的組織。
細菌的致病因子一般都是蛋白質或其他由蛋白質酶所合成的分子。這些蛋白質在粒線體DNA、噬菌體DNA或質粒內被基因編碼。細菌會以數量感應來釋放這些分子。這些都是寄主發病的近因。

### 引發疾病的方法
- 吸附：大部份細菌都須先黏在寄主細胞的表面，寄主細胞的膜受體對細菌來說是重要的蛋白質。
- 菌落：一些致命細菌會生產特別的蛋白質，來幫助它們在寄主體內產生菌落。幽門螺桿菌能夠在人體胃內極酸的環境下生存，就是能生產脲酶。它們的菌落可以引起胃潰瘍及癌症。幽門螺桿菌的毒力都與其生產脲酶的水平有關。
- 入侵：一些致命細菌會生產一種可以破壞寄主細胞膜或引發胞吞作用的蛋白質。這些致病因子容許細菌進入寄主細胞，再走到身體其他的組織。
- 免疫抑制：大部份細菌都可以產生抑制免疫系統的致病因子。例如肺炎鏈球菌的多醣被膜就可以抑制吞噬作用。
- 毒素：大部份細菌的致病因子是可以令寄主細胞中毒，引發組織性的傷害。

## 致命病毒
病毒致病因子可以確定有否感染發生及徵狀的嚴重程度。病毒一般需要與寄主細胞的受體蛋白質結合。往往寄主細胞蛋白質都會被吞噬，病毒從而進入細胞內。致命病毒如HIV，擁有侵略寄主免疫的能力。HIV會感染輔助型T細胞，減低寄主的免疫反應，引發免疫障礙狀態。死亡是因免疫崩潰後的次級感染。一些致病因子可以在感染的過程中授與複製的能力。很多病毒都可以在寄主體內生存一段長時間而沒有任何傷害。極度致命的菌株會在寄主體內透過突變及自然選擇而演化。

## 演化
根據進化醫學，最佳毒力會隨水平傳播而上升，但會隨垂直傳播而減弱。這是由於寄主的適應度會透過垂直傳播而傳遞，但卻不會隨水平傳播而傳遞。
病原體可以在寄主體內進行一次演化，有三種理論來解釋這個情況，包括交換假說、短視演化假說及重合進化假說。

### 交換假說
生物學家曾一度認為病原體會演化成較低的毒力，因為寄主的死亡最終會對病原體有害。例如，若寄主死亡，病原體群落也會完全死亡。所以，一般相信病原體會降低毒力，讓寄主可以接觸其他的寄主，增加它們繁殖及擴散的機會。
不過，這並非事實。殺死寄主的病原體菌株仍會增長，一直到它們傳播到新的寄主。毒力的演化是為平衡其成本及益處。

### 短視演化假說
短視演化指病原體群落的繁殖率及傳播予新寄主的頻率有上升的情況。這種情況包括繁殖時間短、繁殖較快、繁殖的數量增加、壽命較長、抵抗抗體或在非正常的身體部份生存的能力。這種能力一般是來自突變，較多會在病原體群落出現，因為其頻繁的世代時間及極大量。只需要幾代，突變就可以增進繁殖或傳播，甚至毒力，引發多種疾病。若病原體的毒力殺死了寄主，影響其傳播，毒力就會選擇抗衡。但若傳播仍然繼續，致命病原體就會得到益處。所以，在傳播性高的家庭或難民營內，毒力會傾向上升。

### 重合進化假說
一些病原體的毒力並不會與寄主一同演化。例如，破傷風是由破傷風梭菌所引發。當破傷風梭菌進入人類傷口後，它們會生長及分裂得很快，縱然人體並非其正常生存環境。當分裂時，破傷風梭菌會生產致命的神經毒素。不過它們只會在土壤中生產這種毒素，而非在人體內。一般而言，很多病原體的毒力未必是選擇的目的，而是選擇其他能力的副產物。

### 引用
1. ↑  Encyclopædia Britannica Online, 25 May 2009. "plant disease development" （页面存档备份，存于）